# Casalino
Casalino (piemontiul: Casalin) település Olaszországban, Piemont régióban, Novara megyében. Lakosainak száma 1512 fő (2023. január 1.). Casalino Biandrate, Borgo Vercelli, Casalbeltrame, Casalvolone, Confienza, Granozzo con Monticello, Novara, San Pietro Mosezzo és Vinzaglio községekkel határos.

## Népesség
A település népességének változása:
| Lakosok száma | 1553 | 1537 | 1512 |
|               | 2017 | 2018 | 2023 |